# 十都市同盟
十都市同盟（Zehnstädtebund, Décapole）は、1354年から1679年（ナイメーヘンの和約）まで、神聖ローマ帝国支配下のアルザス地方に存在した都市同盟のひとつ。
1354年、神聖ローマ皇帝カール4世が条約を批准して創設された。加盟都市はハーゲナウ（アグノー）、コルマール、ヴァイセンブルク（ヴィサンブール）、テュルクハイム（テュルクアイム）、オーバーエーンハイム（オベルネー）、カイザースベルク（ケゼルスベール）、ロスハイム（ロサイム）、ミュンスター（マンステール）、シュレットシュタット（セレスタ）、ミュールハウゼン（ミュルーズ）。1357年に帝国直属領（Reichsunmittelbarkeit）となったゼルツ（セルツ (フランス)）も加盟したが、1414年に脱退した。
1378年にカール4世が死ぬと一旦解消されたが、翌年に再度創設された。十都市は1500年に上ライン帝国管区（de）に参加した。この管区は1521年にプファルツの都市ランダウに取って代わられた。1515年、ミュルーズがスイス盟約者団へ加入するに伴い離脱した。ミュルーズはタンなどを拠点とする帝国領に完全包囲され、十都市同盟から地理的に孤立していた。
同盟は地域を荒廃させた三十年戦争に強く動揺し、1648年のヴェストファーレン条約でルイ14世が都市の宗主権を獲得することとなった。ナイメーヘンの和約は最終的に同盟を消滅させ、フランスがアルザスを併合した。ミュルーズは独立都市として存続し、スイス連邦の飛び地は1798年に住民投票でフランス第一共和政への合併を選択した。ランダウはプファルツとともにウィーン会議後バイエルン王国に併合された。